# Elezioni presidenziali in Ruanda del 2017
Le elezioni presidenziali in Ruanda del 2017 si sono tenute il 4 agosto.

## Risultati
| Candidati          | Partiti                     | Voti      | %     |
| ------------------ | --------------------------- | --------- | ----- |
| Paul Kagame        | Fronte Patriottico Ruandese | 6 675 472 | 98,79 |
| Philippe Mpayimana | Indipendente                | 49 031    | 0,73  |
| Frank Habineza     | Partito Verde del Ruanda    | 32 701    | 0,48  |
| Totale             | Totale                      | 6 757 204 | 100   |